# 2008 en archéologie
Cet article présente les faits marquants de l'année 2008 en archéologie.

## Évènements

### Avril
- Une équipe d'archéologues turcs a exhumé de l'ancien port byzantin de l'Eleuthérion de Byzance, la plus importante flottille médiévale jamais mise au jour, avec 31 navires du VIe au XIe siècle. Parmi eux, des caïques à voiles servant au transport du grain et du marbre et de rarissimes navires militaires byzantins à rame.
- Des géologues de la société diamantifère Namdeb ont découvert, sur la côte sud de la Namibie, l'épave d'un bateau d'environ 500 ans renfermant des centaines de pièces d'or espagnoles et portugaises, des canons en bronze, plusieurs tonnes de cuivre et 50 défenses d'éléphants.

### Juin
- Sur le chantier du métro de Salonique sont découvertes, dans une tombe hellénistique, quatre couronnes en or représentant un rameau d'olivier torsadé.

### Novembre
- Les résultats de l'étude sur l'ADN mitochondrial de Ötzi, l'homme des glaces trouvé sur la ligne de crête du Similaun, sur l'actuelle frontière italo-autrichienne, semble montrer qu'aucune lignée actuelle — haplogroupe — ne correspond à la sienne et qu'il serait donc mort sans descendance aucune[1].
- La 118e pyramide de l'Égypte est découverte à la nécropole de Saqqara, à une vingtaine de kilomètres au sud du Caire à 20 mètres de profondeur sous le sable. Vieille de 4 300 ans, elle a été construite pour la reine Sechséchet, mère du roi Teti, premier roi de la VIe dynastie de l'Ancien Empire[2].
- Les restes découverts en 2005 dans la cathédrale de Frombork (Nord de la Pologne) sont avec certitude ceux de l'astronome Nicolas Copernic, mort en 1543[3].
- Un trésor de 30 000 à 40 000 pièces en cuivre datant du IIIe siècle est découvert dans le jardin d'un particulier à Saint-Germain-lès-Arpajon (Essonne) à l'occasion de travaux de terrassement. Il s'agit d'un des plus gros trésor jamais trouvé en France et pesant près de 100 kg, probablement enterré en pleine nature entre les années 280 et 283. Les trois quarts des monnaies représentent les derniers empereurs de l'empire gaulois (Victorien et Tétricus Ier, 269-274), un quart des monnaies représentent les empereurs régnant à Rome (Gallien et Claude II) et quelques autres enfin sont des imitations de Divo et Claudio.

### Décembre
- Des archéologues israéliens ont découvert un trésor de 264 pièces d'or datant du VIIe siècle lors de fouilles organisées près de la Vieille ville de Jérusalem, dans une niche secrète dissimulée dans un mur. Ces pièces en or pur 24 carats portent l'effigie de l'empereur byzantin Héraclius, qui a régné de 610 à 641. Ce trésor a été découvert lors de fouilles effectuées dans la « cité de David », un site antique de Jérusalem situé dans la partie orientale de la ville.
- Selon une étude publiée dans la revue scientifique en ligne PLoS One, l'homme de Néandertal aurait été évincé par Homo sapiens peu après l'arrivée de celui-ci en Europe il y a 40 000 ans et n'aurait pas disparu à la suite d'un changement climatique[4]. L'équipe se base sur une modélisation des effets du climat sur la biodiversité pour parvenir à cette conclusion. Les chercheurs ont reconstitué le climat de l'époque et analysé la dispersion des sites occupés par les derniers néandertaliens et les premiers hommes modernes avec un algorithme appelé GARP.

## Décès
- 1er février : Fabio Maniscalco (né en 1965), architecte, archéologue, écrivain et universitaire italien.

- 20 mars : Guglielmo Maetzke (né en 1915), archéologue et étruscologue italien.

- 26 avril : Roger Bouillon (né en 1940), spéléologue, préhistorien et archéologue français.

- 26 août : Pierre Robert Colas (né en 1976), archéologue et anthropologue allemand.

- 26 octobre : Michele Piccirillo (né en 1944), franciscain, historien et archéologue italien.

- 27 novembre : Massoud Azarnoush (né en 1945), archéologue iranien.